# Olympische Sommerspiele 1932/Leichtathletik – 400 m Hürden (Männer)

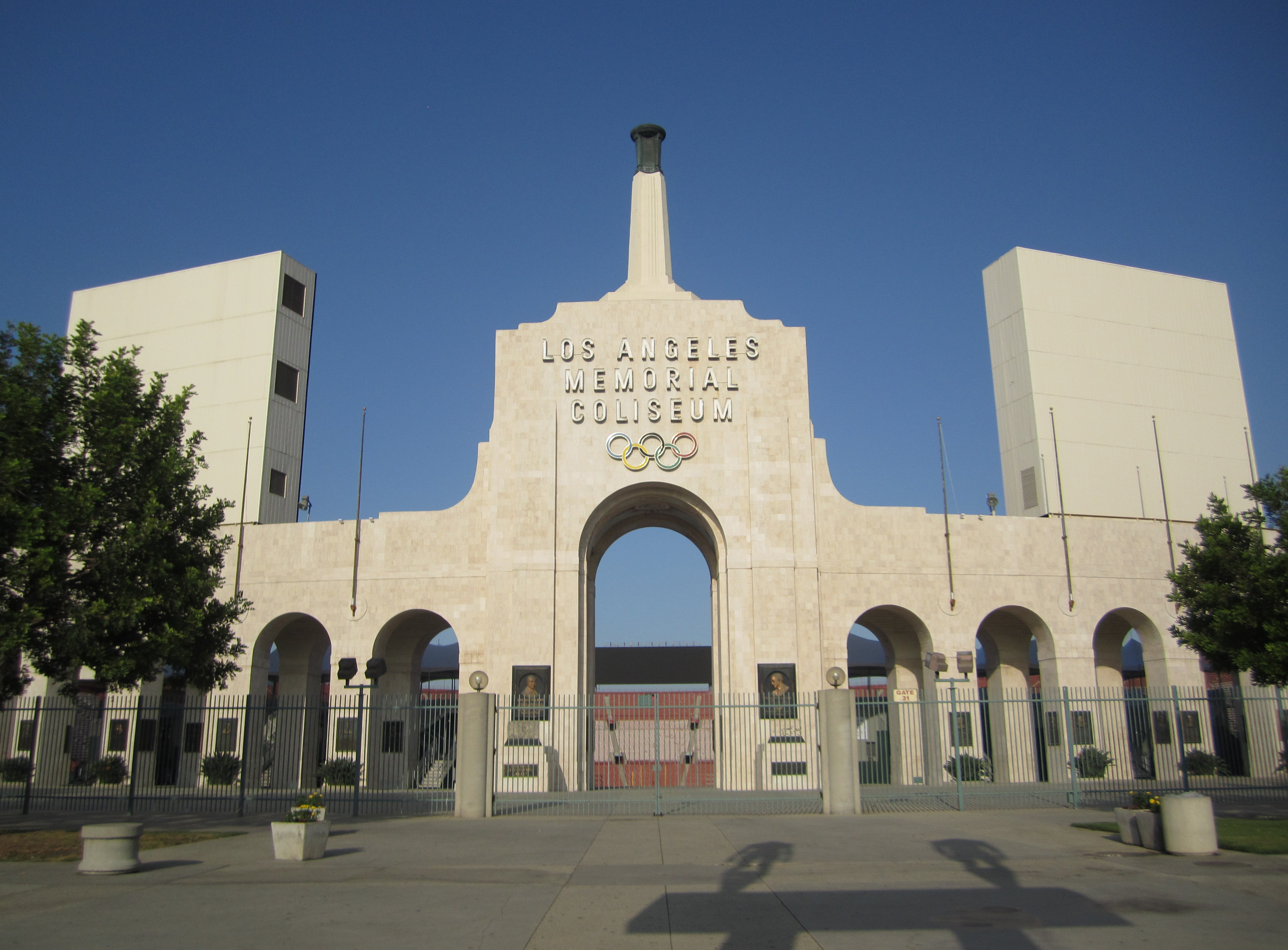
Eingang zum Los Angeles Memorial Coliseum

Der 400-Meter-Hürdenlauf der Männer bei den Olympischen Spielen 1932 in Los Angeles wurde am 31. Juli und 1. August 1932 im Los Angeles Memorial Coliseum ausgetragen. Achtzehn Athleten nahmen teil. Erstmals kamen bei Olympischen Spielen Startpistolen, elektronische Zeitnahme und Zielfotos zum Einsatz, die elektronische Zeitnahme allerdings nur inoffiziell.
Olympiasieger wurde der Ire Bob Tisdall vor den US-Amerikanern Glenn Hardin und Morgan Taylor.

## Rekorde

### Bestehende Rekorde
| Weltrekord         | 52,0 s | Morgan Taylor ( USA)             | Philadelphia, USA                           | 4. Juli 1928  |
| Olympischer Rekord | 53,4 s | Morgan Taylor ( USA)             | erstes Halbfinale OS Amsterdam, Niederlande | 29. Juli 1928 |
| Olympischer Rekord | 53,4 s | David Burghley ( Großbritannien) | Finale OS Amsterdam, Niederlande            | 30. Juli 1928 |

Anmerkung zum olympischen Rekord:

Im olympischen Finale von 1924 war der US-Amerikaner Morgan Taylor Olympiasieger in 52,6 s geworden. Aber seine um acht Zehntelsekunden unter dem 1928 erzielten olympischen Rekord liegende Zeit war nicht bestenlistenreif, weil Taylor eine Hürde gerissen hatte.

### Rekordverbesserungen / -egalisierungen
Es gab mehrere Rekordverbesserungen bzw. -egalisierungen.
- Olympischer Rekord:
  - 52,8 s (Verbesserung) – Glenn Hardin (USA), erstes Halbfinale am 31. Juli
  - 52,8 s (Egalisierung) – Bob Tisdall (Irischer Freistaat), zweites Halbfinale am 31. Juli
  - 51,9 s (Verbesserung) – Glenn Hardin (USA), Finale am 1. August. Der irische Olympiasieger Bob Tisdall war in diesem Finale zwar 51,7 s gelaufen, hatte jedoch eine Hürde gerissen, womit seine Zeit nach den damaligen Regeln nicht als Rekord anerkannt werden konnte.
- Weltrekord:
  - 51,9 s (Verbesserung) – Glenn Hardin (USA), Finale am 1. August (siehe Anmerkung oben)

## Durchführung des Wettbewerbs
Am 31. Juli traten die Läufer zu vier Vorläufen an. Die jeweils drei schnellsten Athleten – hellblau unterlegt – qualifizierten sich für das Halbfinale am selben Tag. Aus den Vorentscheidungen kamen die jeweils drei besten Läufer – wiederum hellblau unterlegt – in das Finale, das am 1. August ausgetragen wurde.
Anmerkung:

Die elektronische Zeitmessung wurde bei diesen Spielen bereits eingesetzt, war jedoch inoffiziell. Die offiziellen Zeiten ergaben sich alleine aus den handgestoppten Werten. Die hier angegebenen Laufzeiten sind die handgestoppten Ergebnisse aus dem offiziellen Bericht. Die inoffiziellen Resultate der elektrischen Zeitnahme sind, soweit vorhanden, in der Anmerkung aufgeführt.

## Vorläufe
Datum: 31. Juli 1932

### Vorlauf 1
| Platz | Name              | Nation       | Zeit   | Anmerkung |
| ----- | ----------------- | ------------ | ------ | --------- |
| 1     | Morgan Taylor     | USA          | 55,8 s |           |
| 2     | Sten Pettersson   | Schweden     | 56,1 s |           |
| 3     | Christos Mantikas | Griechenland | 56,4 s |           |
| 4     | Seiken Cho        | Japan        | 56,5 s |           |
| 5     | Alfonso González  | Mexiko       | 56,7 s |           |

### Vorlauf 2
| Platz | Name            | Nation             | Zeit   | Anmerkung |
| ----- | --------------- | ------------------ | ------ | --------- |
| 1     | Bob Tisdall     | Irischer Freistaat | 54,8 s |           |
| 2     | Fritz Nottbrock | Deutsches Reich    | 55,0 s |           |
| 3     | Glenn Hardin    | USA                | 55,0 s |           |
| 4     | Sylvio Padilha  | Brasilien          | 55,1 s |           |
| DSQ   | Thomas Coulter  | Kanada             |        |           |

### Vorlauf 3
| Platz | Name                 | Nation       | Zeit   | Anmerkung |
| ----- | -------------------- | ------------ | ------ | --------- |
| 1     | Joe Healey           | USA          | 54,2 s |           |
| 2     | André Adelheim       | Frankreich   | 54,3 s |           |
| 3     | Kell Areskoug        | Schweden     | 54,6 s |           |
| 4     | Vangelis Moiropoulos | Griechenland | 55,2 s |           |

### Vorlauf 4
| Platz | Name                  | Nation             | Zeit   | Anmerkung |
| ----- | --------------------- | ------------------ | ------ | --------- |
| 1     | Luigi Facelli         | Königreich Italien | 55,0 s |           |
| 2     | David Burghley        | Großbritannien     | 55,1 s |           |
| 3     | George Golding        | Australien         | 55,2 s |           |
| 4     | Carlos dos Reis Filho | Brasilien          | 55,8 s |           |

## Halbfinale

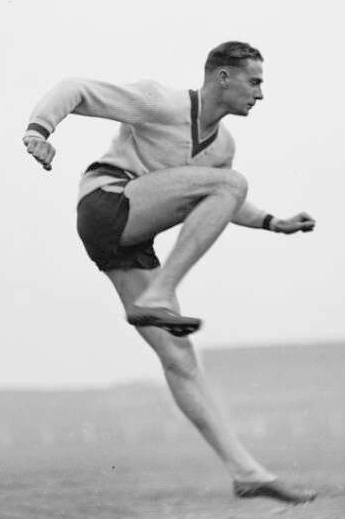
George Golding – ausgeschieden als Vierter des ersten Halbfinals
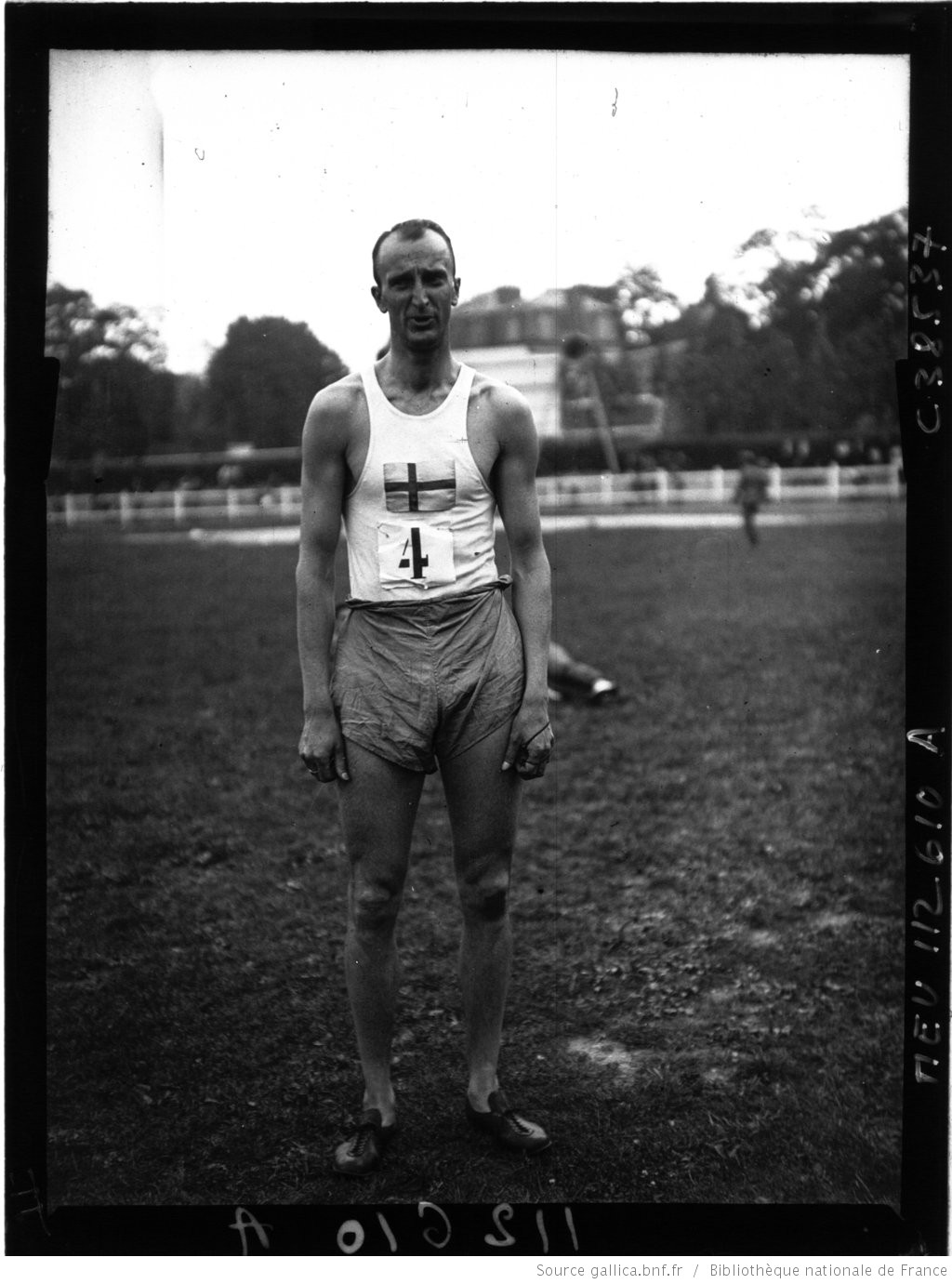
Sten Pettersson – ausgeschieden als Fünfter des ersten Halbfinals

Datum: 31. Juli 1932

### Lauf 1
| Platz | Name            | Nation          | Zeit   | Anmerkung |
| ----- | --------------- | --------------- | ------ | --------- |
| 1     | Glenn Hardin    | USA             | 52,8 s | OR        |
| 2     | Morgan Taylor   | USA             | 52,9 s |           |
| 3     | David Burghley  | Großbritannien  | 53,0 s |           |
| 4     | George Golding  | Australien      | 53,1 s |           |
| 5     | Sten Pettersson | Schweden        | 53,5 s |           |
| 6     | Fritz Nottbrock | Deutsches Reich | 53,7 s |           |

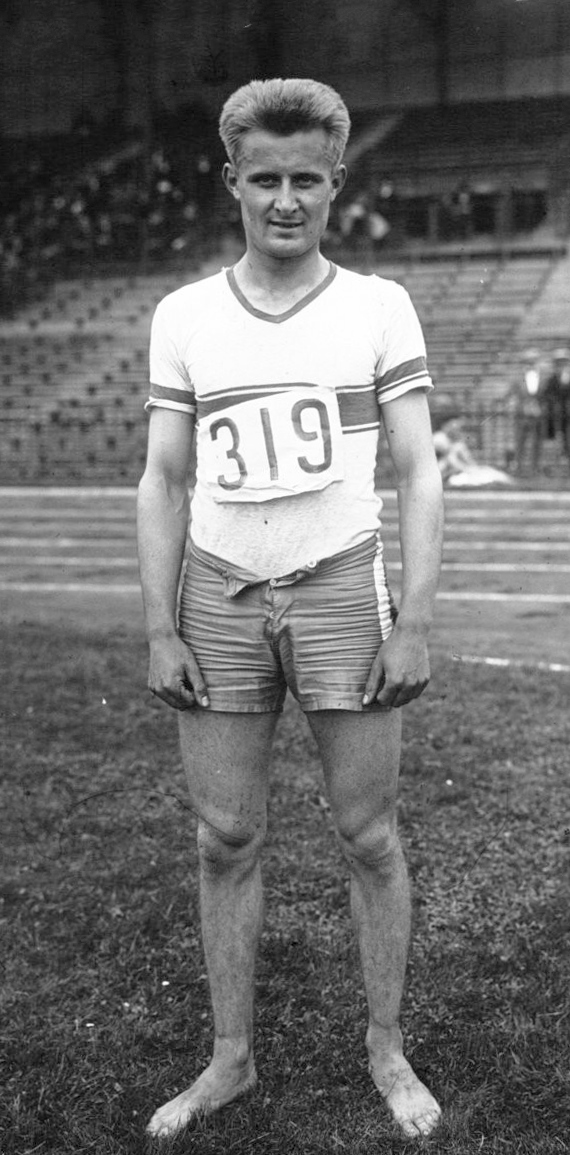
André Adelheim – ausgeschieden als Fünfter des zweiten Halbfinals

### Lauf 2
| Platz | Name              | Nation             | Zeit   | Anmerkung |
| ----- | ----------------- | ------------------ | ------ | --------- |
| 1     | Bob Tisdall       | Irischer Freistaat | 52,8 s | ORe       |
| 2     | Kell Areskoug     | Schweden           | 53,2 s |           |
| 3     | Luigi Facelli     | Königreich Italien | 53,2 s |           |
| 4     | Joe Healey        | USA                | 53,2 s |           |
| 5     | André Adelheim    | Frankreich         | 53,8 s |           |
| 6     | Christos Mantikas | Griechenland       | k. A.  |           |

## Finale
Datum: 1. August 1932
| Platz | Name           | Nation             | Zeit   | Anmerkung                  |
| ----- | -------------- | ------------------ | ------ | -------------------------- |
| 1     | Bob Tisdall    | Irischer Freistaat | 51,7 s | elektronisch: 51,67 s      |
| 2     | Glenn Hardin   | USA                | 51,9 s | WR / elektronisch: 51,85 s |
| 3     | Morgan Taylor  | USA                | 52,0 s | elektronisch: 51,96 s      |
| 4     | David Burghley | Großbritannien     | 52,2 s | elektronisch: 52,01 s      |
| 5     | Luigi Facelli  | Königreich Italien | 53,0 s |                            |
| 6     | Kell Areskoug  | Schweden           | 54,6 s |                            |

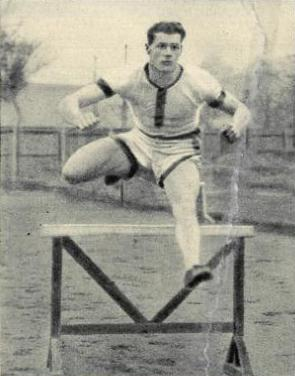
Olympiasieger Bob Tisdall

Auf dieser Strecke gab es einen Neuling als Olympiasieger. Robert Tisdall hatte sich im April des Olympiajahres brieflich beim Präsidenten des irischen Leichtathletikverbandes um eine Olympiateilnahme beworben, obwohl er noch nie in dieser Disziplin angetreten war. Für die Erfüllung seines Wunsches wurde ihm die Auflage gemacht, irischer Meister zu werden und die Zeit von 55,0 s zu erreichen. Irischer Meister wurde Tisdall mit 56,2 s und erreichte in einem weiteren Rennen mit 54,2 s die Qualifikationsauflage.
Im olympischen Finale von Los Angeles lag der Ire von Anfang an mit hohem Tempo vorn. Als er dann die letzte Hürde riss, kam Glenn Hardin noch einmal gefährlich heran, konnte jedoch Tisdalls Olympiasieg nicht mehr verhindern. Morgan F. Taylor, Olympiasieger von 1924, gewann die Bronzemedaille und Lord Burghley, Olympiasieger von 1928, wurde Vierter.
Da Tisdall eine Hürde gerissen hatte, wurde seine Zeit nach den damaligen Regeln nicht als Weltrekord anerkannt. Weltrekordinhaber war somit kurioserweise Silbermedaillengewinner Glenn Hardin.
Tisdall war der erste irische Olympiasieger und Medaillengewinner über 400 Meter Hürden.

Von den 21 Medaillen, die in den bisherigen sieben olympischen Entscheidungen in dieser Disziplin vergebenen wurden, gewannen US-Läufer fünfzehn.
In diesem Finale waren vier Olympiasieger aus dieser Disziplin vertreten.
- zwei ehemalige Sieger:
  - Morgan F. Taylor (1924)
  - Lord David Burghley (1928)
- der aktuelle Sieger:
  - Robert Tisdall
- ein zukünftiger Sieger:
  - Glenn Hardin, der 1936 gewinnen sollte.

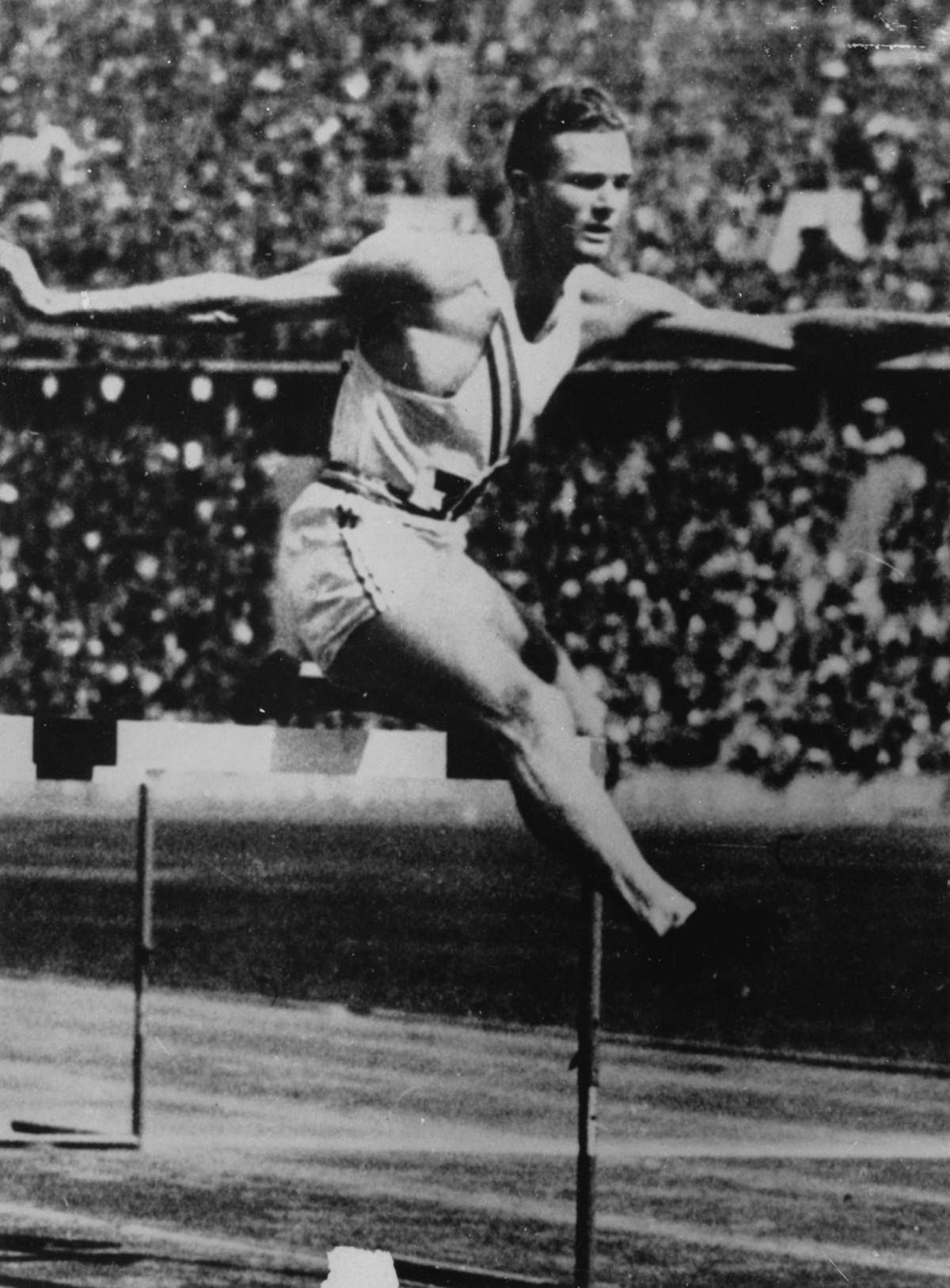
Glenn Hardin – Silbermedaillengewinner mit Weltrekord
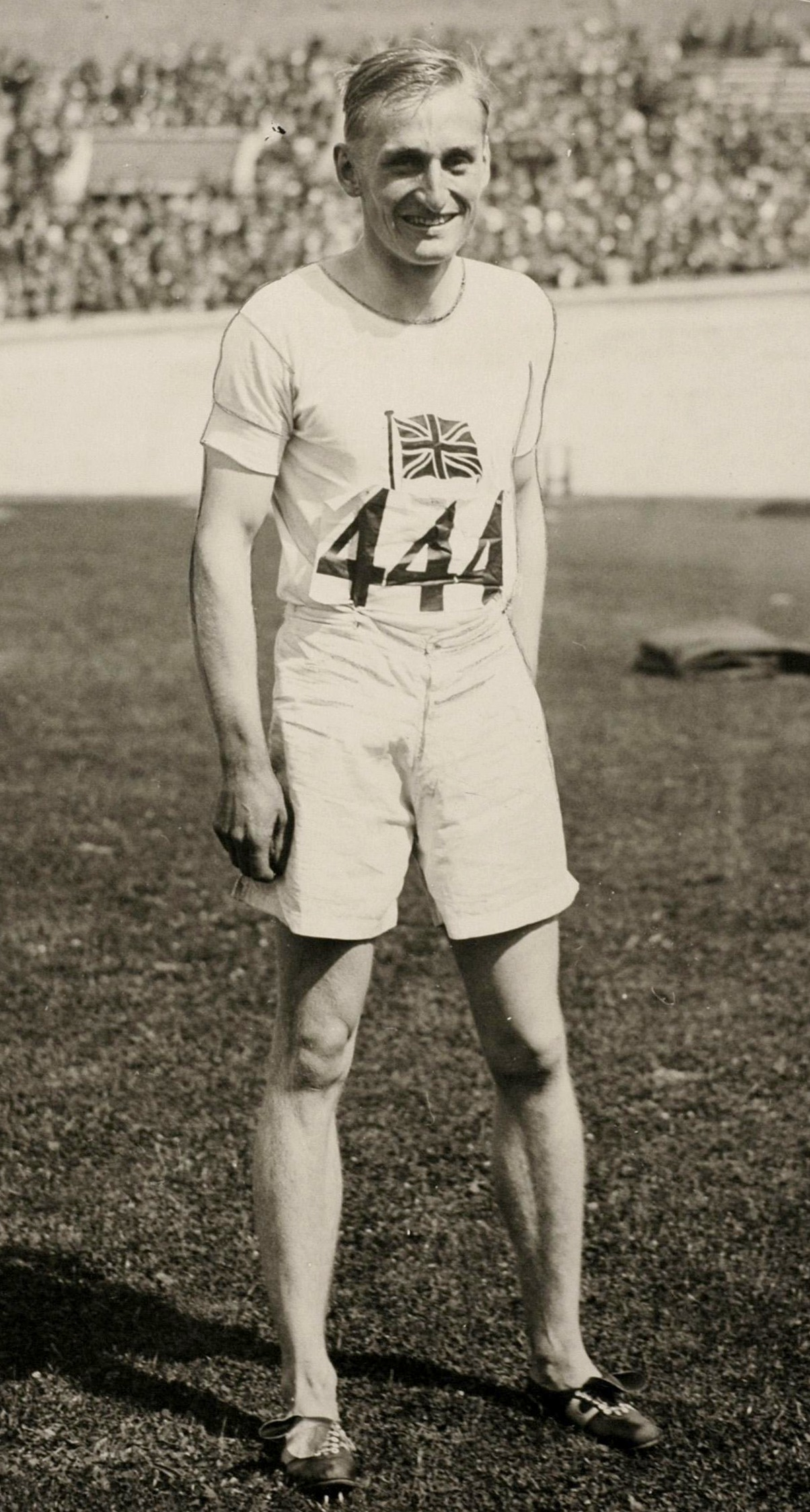
Der Olympiasieger von 1928 Lord David Burghley belegte Rang vier
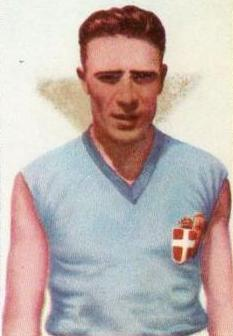
Luigi Facelli erreichte Platz fünf
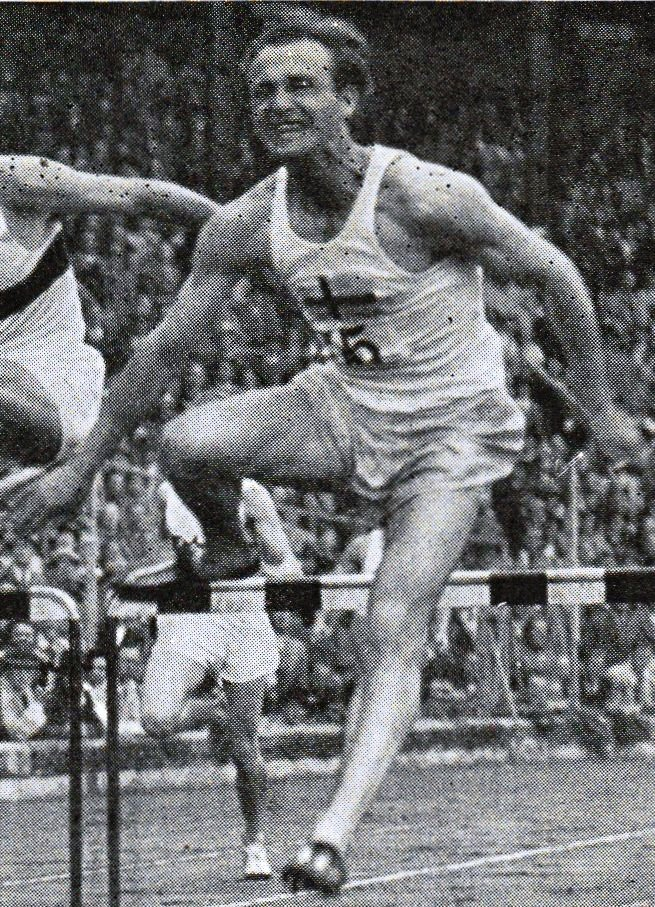
Kell Areskoug wurde Sechster in diesem Finale

## Videolinks
- A Golden Hour - Bob Tisdall/Dr. Pat O’Callaghan 1932 Los Angeles Olympics, youtube.com, abgerufen am 4. Juli 2021
- LOS ANGELES X OLYMPIC GAMES 1932 TRACK & FIELD SILENT NEWSREEL 86554b MD, Bereich: 3:40 min bis 4:57 min, youtube.com, abgerufen am 4. Juli 2021
- Summer Olympics -1932, Today In History, 30 July 18, Bereich: 1:22 min bis 2:15 min, youtube.com, abgerufen am 4. Juli 2021